# NGC 501
NGC 501 é uma galáxia elíptica (E0) localizada na direcção da constelação de Pisces. Possui uma declinação de +33° 26' 01" e uma ascensão recta de 1 horas, 23 minutos e 22,4 segundos.
A galáxia NGC 501 foi descoberta em 28 de Outubro de 1856 por William Parsons.